# Paraphylax fasciatipennis
Paraphylax fasciatipennis là một loài tò vò trong họ Ichneumonidae.